# 極道 (1968年の映画)
『極道』（ごくどう）は、1968年3月5日に公開された日本映画。製作は東映。1968年から1974年まで製作されたヤクザ映画『極道シリーズ』の1作目。主演は若山富三郎。監督は山下耕作。
なお、若山にとって、出戻ってから初めて東映で主役を射止めた映画である。

## スタッフ
- 監督：山下耕作
- 脚本：鳥居元宏、松本功
- 企画：俊藤浩滋、松平乗道
- 助監督：大西卓夫
- 撮影：山岸長樹
- 音楽：八木正生
- 美術：富田治郎
- 録音：中山茂二
- 照明：井上孝二
- 編集：堀池幸三
- スチール：藤本武
- 擬斗：上野隆三
- 製作主任：武久芳三
- 記録：梅津泰子

## 出演者
- 島村清吉：若山富三郎
- 栗原修：待田京介
- 大野菊子：北林早苗
- 早瀬千恵：藤田佳子
- 相沢譲次：山城新伍
- 八ッ藤武：天津敏
- 佐々木俊也：菅原文太
- 岩田照男：潮健児
- 五味栄一：江幡高志
- 坂井：小島慶四郎
- 長田：小松方正
- 三田村大五郎：内田朝雄
- 徳造：沢彰謙
- 黒崎：楠本健二
- 栗原守：佐藤京一
- 神保：小田部通麿
- 大森：佐々五郎
- ：白羽大介
- 北原：永田光男
- 須田：中村錦司
- 野村：穂高稔
- タツ：鈴木金哉
- 大倉屋：蓑和田良太
- 早瀬和夫：香川秀人
- 大塚：野口泉
- 五郎：名護屋一
- 三田村の子分：高並功
- ：矢奈木邦二郎
- ：源八郎
- 曽根：浪花五郎
- 水野：関根永二郎
- 石垣：堀正夫
- 青田：志賀勝
- ：北川俊夫
- ：江上正伍
- 石垣組幹部：丘路千
- 巽一家三代目：小山田良樹
- ブルーフィルムの男：阿由葉秀郎
- ：宮城幸生
- 順子：崎山陽要
- ：牧淳子
- ブルーフィルムの女：丸平峰子
- ：小島恵子
- ：芦恵子
- 大野郷平：大木実
- 島村みね子：清川虹子
- 江森司郎：金子信雄
- 杵島正：鶴田浩二（特別出演）

## 同時上映
『喜劇競馬必勝法 大穴勝負』
- 脚本：野上龍雄、瀬川昌治 / 監督：瀬川昌治 / 主演：谷啓
- 『競馬必勝法シリーズ』の第2作。

| スタブアイコン | サブスタブ | この項目は、まだ閲覧者の調べものの参照としては役立たない、映画に関連した書きかけの項目です。この項目を加筆・訂正などしてくださる協力者を求めています（P:映画/PJ:映画）。 |